# Communauté rurale de Kathiotte
La communauté rurale de Kathiotte est une communauté rurale du Sénégal située au centre du pays. 
Elle fait partie de l'arrondissement de Katakel, du département de Kaffrine et de la région de Kaffrine.